# Зандер, Христиан
Христиан Левин Зандер (дат. Christian Levin Sander, 13 ноября 1756, Киль, Германия — 29 июля 1819) — датский и немецкий писатель, драматург.

## Биография
Был учителем в «Филантропине» в Дессау, где написал роман «Geschichte meines Freundes» (Лейпциг, 1784), затем переехал в Копенгаген и читал в университете немецкий язык и педагогику. Из его произведений необходимо отметить: трагедия «Niels Ebbesen» (1797); «Bidray tul Pädagogiken og Deus Historié» (1804—1806); «Foreläsninger over Shakespeare» (1804); «Odeum eller Declamerkonst ens Theori» (1808).